# Amazonsprattus scintilla
Amazonsprattus scintilla is een straalvinnige vis uit de familie van ansjovissen (Engraulidae), orde van haringachtigen (Clupeiformes). De vis kan een lengte bereiken van 2 centimeter.

## Leefomgeving
Amazonsprattus scintilla is een zoetwatervis. De soort komt voor in tropische wateren in Zuid-Amerika.

## Relatie tot de mens
Amazonsprattus scintilla is voor de visserij van geen belang. In de hengelsport wordt er weinig op de vis gejaagd.